# 將軍 (古希臘)

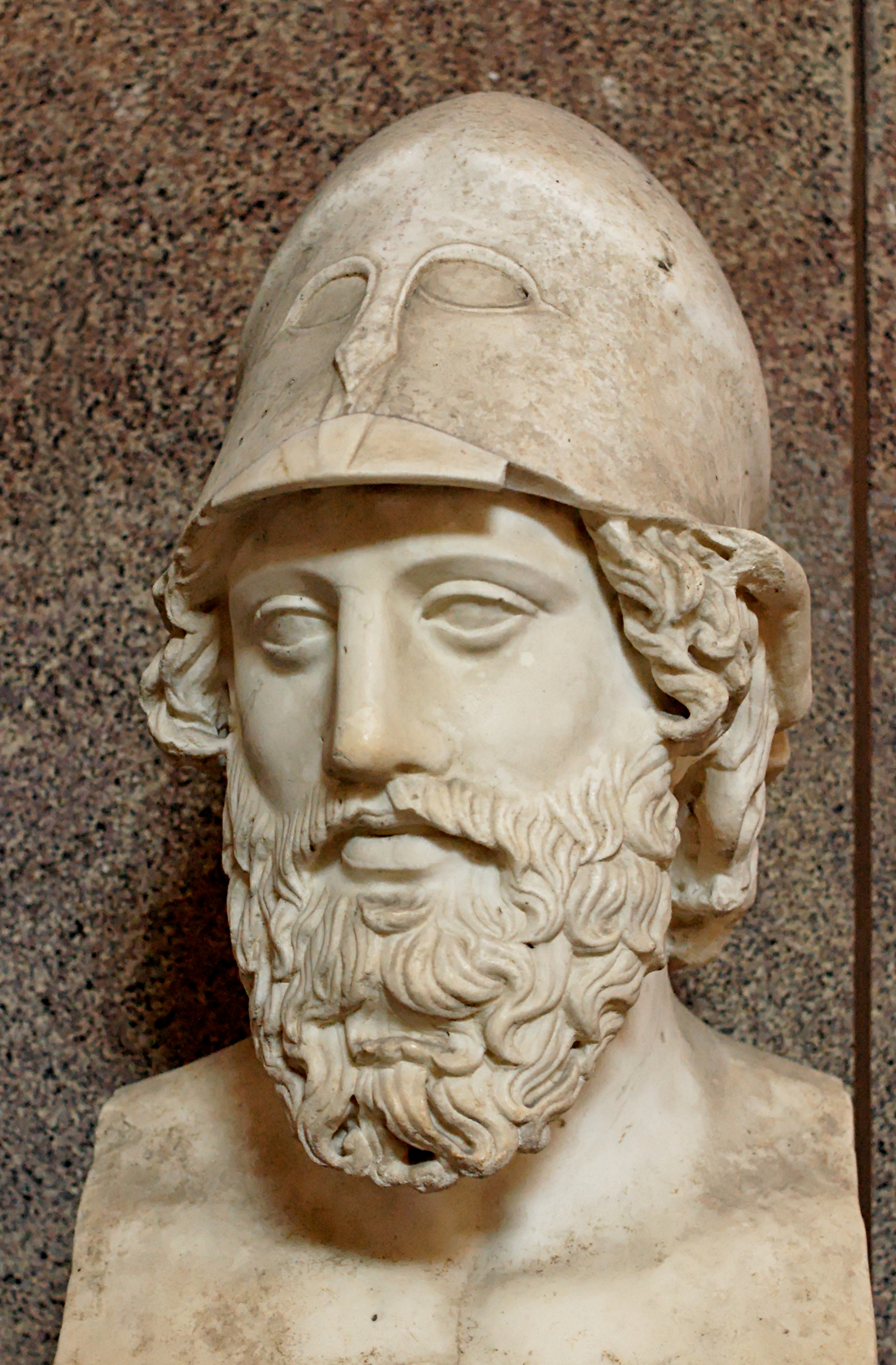
某位戴科林斯式头盔的“将军”的半身像。哈德良时期制作的希腊雕塑复制品，原作约创作于公元前400年

將軍 （希腊语：στρατηγός，复数：στρατηγοί; 多里安希腊语：στραταγός）是古希臘統領軍隊的高級武官，這個稱呼一直延續到東羅馬帝國。直至今日，這個軍銜也保留在希臘軍隊中，地位等同上將。
另外，也是古希臘雅典城邦的民主政制中軍事最高長官，他的職責是統領雅典的軍隊，是一個總司雅典軍事事務的官員，稱為雅典十將軍。

## 雅典

### 組成
在克里斯提尼的改革下，以往由雅典四大部落任命的四個將軍，隨著新的十個部落的組成而解散，代之而起的是每年任命的十個將軍，由新部落選出，每個部落各選一名。十名將軍是城邦內少數官員是不由抽籤出任，而是採用選舉形式的，而且可以連任多次。每年在部落內的公民大會上，公民選出部落中最優秀的軍事人才，作為該部落的將軍提名人選。而將軍提名人選會在城邦的公民大會上得到確認及通過。一般而言，部落作出的提名人選都會得到公民大會的確定。

### 職責
將軍的主要任務是統帥雅典的海軍艦隊及陸軍，最初將軍都只是統領所屬部落的軍隊，但隨著將軍需要面對戰場多變的環境，這種僅對所屬部落負責的狀況便顯得不合事宜，尤其是將軍隨著雅典由一個城邦變成一個帝國，需要在海外戰場上有更大自主權執行職務。不過即使將軍有很大的權力，即是將軍身作城邦中少數是憑本事而當權的官員，即使將軍的任期可經多次連任，無論如何，將軍都必須服從公民大會的決策。根據亞里士多德的雅典政制一書，其中一名將軍是負責防衛城邦的陸路疆土，另一名的將軍編造戰艦船長的名冊，有兩名將軍負責比里夫斯港的防務。

## 拜占庭帝国
7世纪起拜占庭帝国逐渐建立了军区制，大多数军区的兼管军政的总督被称为“将军”（除奥普西金军区、奥普提马顿军区等），到11-13世纪，军区的“将军”又随着军区制的衰落而逐渐消失。